# Temmincks zebraduif
De Temmincks zebraduif (Geopelia maugeus) is een vogel uit de familie der Columbidae (Duiven en tortels).

## Verspreiding en leefgebied
Deze soort komt voor op de zuidoostelijke Molukken en de kleine Soenda-eilanden